# Gran Premio di Gran Bretagna 2013
Il Gran Premio di Gran Bretagna 2013 è stata l'ottava prova della stagione 2013 del campionato mondiale di Formula 1. Si è disputato domenica 30 giugno 2013 sul circuito di Silverstone. La gara è stata vinta dal tedesco Nico Rosberg su Mercedes, al suo terzo successo nel mondiale. Rosberg ha preceduto sul traguardo l'australiano Mark Webber su Red Bull-Renault e lo spagnolo Fernando Alonso su Ferrari.
La gara è stata caratterizzata dallo scoppio di ben cinque pneumatici. Ciò ha riproposto il tema della sicurezza delle gomme usate in stagione.

## Vigilia

### Il caso dei test Mercedes
La Mercedes AMG F1 e la Pirelli, fornitrice unica degli pneumatici, sono rinviati a giudizio, presso il Tribunale Internazionale della FIA a causa di test che la scuderia tedesca ha effettuato, presso il Circuito di Barcellona, subito dopo il Gran Premio di Spagna, tra il 15 e il 17 maggio, utilizzando una vettura della presente stagione, la W04. Secondo le altre scuderie tali test sarebbero vietati dal regolamento, o ammessi solo con vetture vecchie di almeno due anni, mentre per la Pirelli i test sarebbero stati svolti per sviluppare degli pneumatici sperimentali, come previsto dal contratto che lega la casa italiana alla Formula 1.
L'udienza si tiene a Parigi il 20 giugno: la corte è formata da Edwin Glasgow, Christy Harris, Patrick Raedersdorf ed Anthony Scott Andrews. Secondo la Federazione Internazionale dell'Automobile non solo la scuderia ma anche la Pirelli va giudicata dal Tribunale in quanto il test è stato segreto, ciò potrebbe essere considerata una violazione dell'articolo 151c del regolamento sportivo che considera una scorrettezza ogni condotta fraudolenta o ogni atto pregiudiziale nei confronti di una competizione o del motorsport in generale.
La FIA, inoltre, nega di aver mai acconsentito al test, e che l'autorizzazione data alla scuderia tedesca da parte del delegato tecnico Charlie Whiting, non è da considerarsi come sufficiente, in quanto essa non era legata all'utilizzo di una vettura della stagione in corso. Inoltre Whiting, dopo aver chiesto delucidazioni alla FIA sulla richiesta della Mercedes, era stato informato che la Pirelli avrebbe dovuto offrire la stessa opportunità anche alle altre scuderie. La Mercedes si è difesa affermando che il test è stato condotto e organizzato dalla Pirelli, e così non rientra nel divieto stabilito dall'articolo 22 del regolamento sportivo. La scuderia ha comunque ammesso l'errore di aver fatto testare la vettura ai piloti titolari, Nico Rosberg e Lewis Hamilton, non facendo indossare loro i caschi usuali.
La Pirelli, dal suo canto, si è difesa evidenziando come il Tribunale Internazionale della FIA non possa giudicarla, in quanto essa è un partner tecnico del campionato, e non un concorrente.
Dopo sette ore di udienza, il Tribunale ha emesso il proprio verdetto il giorno seguente: la Mercedes è considerata colpevole di aver infranto il regolamento, e per ciò è soggetta a una reprimenda. Tale reprimenda è inviata anche alla Pirelli. Inoltre la scuderia tedesca non potrà partecipare ai test riservati ai giovani piloti, che in questa stagione si terranno a Silverstone.

### Sviluppi futuri
Il Consiglio Mondiale della FIA ha introdotto alcune modifiche al regolamento, a valere dalla stagione 2014. Viene confermata l'introduzione di una sorta di "patente a punti". Ciascun pilota che toccherà i 12 punti di penalità verrà automaticamente escluso nella gara successiva. Ogni motorista potrà fornire fino a quattro scuderie e ogni pilota avrà a disposizione 5 motori in stagione, mentre il cambio dovrà durare 6 gare. Viene reso obbligatorio il "vanity panel" da porre sul muso delle monoposto per nascondere lo scalino dovuto ai limiti d'altezza richiesti. Il limite di velocità di percorrenza nella pit lane nelle prove è alzato a 80 km/h.

### Aspetti tecnici
La Pirelli aveva reso nota la volontà di modificare gli pneumatici a partire dal Gran Premio del Canada. I nuovi pneumatici avrebbero avuto una durata più lunga e un'anima in kevlar. Successivamente la Pirelli aveva comunicato che per la gara canadese avrebbe fornito solo due nuovi tipi di mescola, che avrebbero potuto essere utilizzati durante le prove del venerdì. Sulla base delle risultanze di queste prove la Pirelli avrebbe stabilito le mescole da portare nel successivo Gran Premio di Gran Bretagna.
La casa italiana, dal Gran Premio di Spagna, aveva già modificato la mescola hard, con prestazioni simili a quelle della stagione 2012. Dopo le prime gare della stagione infatti molti team si erano lamentati per questo eccessivo degrado.
Infine, per questa gara, la casa italiana ha deciso di portare gomme a mescola dura e mescola media. Per le prove del venerdì, ciascun pilota avrà a disposizione due set extra di nuove gomme.
Per questa edizione sono due le zone nelle quali i piloti potranno utilizzare il Drag Reduction System: la prima è posta sul Wellington Straight (come la scorsa stagione), mentre la seconda è sull'Hangar Straight.
La Lotus testa sulla sua vettura il doppio "DRS": meccanismo che fa stallare il profilo principale dell'alettone posteriore in modo passivo. L'aria che viene incanalata da due aperture supplementari, poste ai lati della presa d'aria sul cofano, viene portata alla radice dello stesso con due conduttore; quando la vettura è spinta a bassa velocità l'aria viene soffiata nell'area del "monkey seat", il mini alettone aggiuntivo, montato sopra l'ala inferiore, mentre quando la monoposto tocca alte velocità l'aria viene inviata sotto l'ala principale al fine di ottenervi lo stallo. Finora però i piloti si erano lamentati di un certo ritardo nella risposta da parte del dispositivo.

### Aspetti sportivi
La Lotus F1 Team ha annunciato l'ingresso nel capitale societario di nuovi partner: l'Infinity Racing Partners Limited. Il gruppo, che ha acquistato il 35% delle azioni, è un consorzio di investitori per lo più americani, del quale fanno parte però anche delle aziende di Abu Dhabi e di una famiglia reale di un Paese petrolifero.
L'ex campione del mondo di F1, il britannico Nigel Mansell è nominato commissario aggiunto per il gran premio. Aveva già svolto questa funzione nelle edizioni dello stesso gran premio nel 2010 e nel 2012.
La Williams festeggia il seicentesimo gran premio valido per il mondiale di F1 nel GP di Germania. La casa però ha deciso di anticipare i festeggiamenti nel gran premio di casa. La scuderia britannica esordì nel Gran Premio di Spagna 1977, utilizzando una March, e con al volante Patrick Nève (anche se la prima apparizione di una scuderia di Frank Williams, la Frank Williams Racing Cars, era stata nel Gran Premio di Spagna 1969, con la gestione di una Brabham). In 598 gare la casa britannica ha collezionato 114 vittorie, 127 pole position, 131 giri veloci, 9 titoli costruttori e 7 piloti.
Il pilota della Caterham Giedo van der Garde è penalizzato di cinque posizioni sulla griglia di partenza del Gran Premio di Gran Bretagna per aver danneggiato, in una collisione durante il GP del Canada, Nico Hülkenberg.
Il pilota della Red Bull Mark Webber ha annunciato che lascerà le corse della Formula 1 alla fine della stagione 2013 per poter correre alla 24 ore di Le Mans con la Porsche.
James Rossiter avrebbe dovuto sostituire Adrian Sutil nelle prime prove del venerdì alla Force India. A causa dell'arrivo della pioggia la scuderia indiana ha preferito mantenere in pista il pilota titolare.

## Prove

### Resoconto
Una forte pioggia e temperature basse accolgono la prima sessione del venerdì. In vista di previsioni migliori per il sabato solo 11 vetture hanno affrontato la pista. In pratica però queste hanno girato solo nell'ultimo quarto d'ora della sessione. Il più rapido è stato il pilota della STR Daniel Ricciardo, che ha preceduto Nico Hülkenberg e Pastor Maldonado. Sebastian Vettel, Fernando Alonso, Kimi Räikkönen non hanno fatto segnare tempi validi. Charles Pic della Caterham è stato protagonista di un'uscita di pista in cui ha danneggiato la sua monoposto.
La seconda sessione ha visto una pista che va asciugandosi. Il più rapido è Nico Rosberg della Mercedes, che precede il duo della Red Bull. Sebastian Vettel è stato comunque il più costante nel corso della simulazione di gara svolta durante la sessione. Felipe Massa è uscito alla Stowe danneggiando la vettura, compiendo così solo 7 giri. Lewis Hamilton ha subito una reprimenda per non aver seguito le indicazioni sul modo di rietro in pit lane. La Williams è stata multata di 1000 € per un eccesso di velocità in corsia dei box di Valtteri Bottas, mentre anche la Lotus ha subito una reprimenda per aver fatto ripartire Kimi Räikkönen al sopraggiungere di un'altra vettura.
Durante le prove viene messa in dubbio la regolarità della sospensione anteriore della Lotus E21. Il braccio dello sterzo è ancorato al portamozzo dove si infulcrano anche il puntone della sospensione push rod e il triangolo inferiore. Ciò violerebbe il punto del regolamento tecnico che prevede che non vi possano essere più di tre punti di attacco al portamozzo infulcrati nello stesso punto.
La sessione del sabato vede nuovamente Rosberg in testa, seguito dal compagno di team Lewis Hamilton. Terzo è Vettel che durante la sessione ha preferito concentrarsi sull'assetto della vettura per la gara. Le condizioni climatiche sono migliorate rispetto al venerdì, anche se sono rimaste temperature basse e un forte vento. Sono proseguite le problematiche alla Ferrari con Massa che ha chiesto la sostituzione del motore. Sergio Pérez ha visto una gomma stallonata dalla presenza di un detrito.

### Risultati
Nella prima sessione del venerdì si è avuta questa situazione:
| Pos | Nº | Pilota           | Costruttore      | Tempo    | Gap    | Giri |
| --- | -- | ---------------- | ---------------- | -------- | ------ | ---- |
| 1   | 19 | Daniel Ricciardo | STR-Ferrari      | 1'54"249 |        | 10   |
| 2   | 11 | Nico Hülkenberg  | Sauber-Ferrari   | 1'55"033 | +0"784 | 7    |
| 3   | 16 | Pastor Maldonado | Williams-Renault | 1'55"354 | +1"105 | 7    |

Nella seconda sessione del venerdì si è avuta questa situazione:
| Pos | Nº | Pilota           | Costruttore             | Tempo    | Gap    | Giri |
| --- | -- | ---------------- | ----------------------- | -------- | ------ | ---- |
| 1   | 9  | Nico Rosberg     | Mercedes                | 1'32"248 |        | 33   |
| 2   | 2  | Mark Webber      | Red Bull Racing-Renault | 1'32"547 | +0"299 | 26   |
| 3   | 1  | Sebastian Vettel | Red Bull Racing-Renault | 1'32"680 | +0"432 | 31   |

Nella sessione del sabato mattina si è avuta questa situazione:
| Pos | Nº | Pilota           | Costruttore             | Tempo    | Gap    | Giri |
| --- | -- | ---------------- | ----------------------- | -------- | ------ | ---- |
| 1   | 9  | Nico Rosberg     | Mercedes                | 1'31"487 |        | 18   |
| 2   | 10 | Lewis Hamilton   | Mercedes                | 1'31"633 | +0"146 | 20   |
| 3   | 1  | Sebastian Vettel | Red Bull Racing-Renault | 1'32"037 | +0"550 | 20   |

## Qualifiche

### Resoconto
In Q1 le due Ferrari ottengono la qualificazione solo all'ultimo tentativo, con Felipe Massa che è costretto a montare gomme morbide. Il più rapido è Lewis Hamilton della Mercedes, mentre vengono eliminati Valtteri Bottas, Esteban Gutiérrez assieme ai piloti di Caterham e Marussia.
Nella seconda fase il più rapido è Sebastian Vettel, mentre si confermano veloci le due Mercedes, che riescono a preservare tutti i set di gomme morbide. Jean-Éric Vergne è autore di un errore che lo penalizza, tanto da non qualificarsi per la fase decisiva. Vengono eliminati, assieme al francese, anche le due McLaren, Felipe Massa, Pastor Maldonado e Nico Hülkenberg.
Nella fase decisiva va in testa Nico Rosberg, seguito dalla due Red Bull. Nell'ultimo tentativo il tedesco è sopravanzato da Lewis Hamilton, che conquista la sua ventottesima pole position nel mondiale. La seconda fila è monopolizzata dalle Red Bull, mentre quinto è Paul di Resta e sesto Daniel Ricciardo. Al termine delle qualifiche però la Force India di Paul di Resta è trovata sottopeso: lo scozzese è così escluso e deve partire dal fondo dello schieramento. Successivamente Giedo van der Garde, già penalizzato di cinque posizioni, è ulteriormente penalizzato per la sostituzione della scatola del cambio. Per tale ragione è lui ad occupare l'ultima piazzola di partenza.

### Risultati
Nella sessione di qualifica si è avuta questa situazione:
| Pos                         | Nº | Pilota              | Costruttore             | Q1       | Q2       | Q3       | Griglia |
| --------------------------- | -- | ------------------- | ----------------------- | -------- | -------- | -------- | ------- |
| 1                           | 10 | Lewis Hamilton      | Mercedes                | 1'30"995 | 1'31"224 | 1'29"607 | 1       |
| 2                           | 9  | Nico Rosberg        | Mercedes                | 1'31"355 | 1'31"028 | 1'30"059 | 2       |
| 3                           | 1  | Sebastian Vettel    | Red Bull Racing-Renault | 1'31"559 | 1'30"990 | 1'30"211 | 3       |
| 4                           | 2  | Mark Webber         | Red Bull Racing-Renault | 1'31"605 | 1'31"002 | 1'30"220 | 4       |
| ES                          | 14 | Paul di Resta       | Force India-Mercedes    | 1'32"062 | 1'31"291 | 1'30"736 | 21      |
| 6                           | 19 | Daniel Ricciardo    | STR-Ferrari             | 1'32"097 | 1'31"182 | 1'30"757 | 5       |
| 7                           | 15 | Adrian Sutil        | Force India-Mercedes    | 1'32"002 | 1'31"097 | 1'30"908 | 6       |
| 8                           | 8  | Romain Grosjean     | Lotus-Renault           | 1'31"466 | 1'31"530 | 1'30"955 | 7       |
| 9                           | 7  | Kimi Räikkönen      | Lotus-Renault           | 1'31"400 | 1'31"592 | 1'30"962 | 8       |
| 10                          | 3  | Fernando Alonso     | Ferrari                 | 1'32"266 | 1'31"387 | 1'30"979 | 9       |
| 11                          | 5  | Jenson Button       | McLaren-Mercedes        | 1'31"979 | 1'31"649 | N.D.     | 10      |
| 12                          | 4  | Felipe Massa        | Ferrari                 | 1'32"241 | 1'31"779 | N.D.     | 11      |
| 13                          | 18 | Jean-Éric Vergne    | STR-Ferrari             | 1'32"105 | 1'31"785 | N.D.     | 12      |
| 14                          | 6  | Sergio Pérez        | McLaren-Mercedes        | 1'31"953 | 1'32"082 | N.D.     | 13      |
| 15                          | 11 | Nico Hülkenberg     | Sauber-Ferrari          | 1'32"168 | 1'32"211 | N.D.     | 14      |
| 16                          | 16 | Pastor Maldonado    | Williams-Renault        | 1'32"512 | 1'32"359 | N.D.     | 15      |
| 17                          | 17 | Valtteri Bottas     | Williams-Renault        | 1'32"664 | N.D.     | N.D.     | 16      |
| 18                          | 12 | Esteban Gutiérrez   | Sauber-Ferrari          | 1'32"666 | N.D.     | N.D.     | 17      |
| 19                          | 20 | Charles Pic         | Caterham-Renault        | 1'33"866 | N.D.     | N.D.     | 18      |
| 20                          | 22 | Jules Bianchi       | Marussia-Cosworth       | 1'34"108 | N.D.     | N.D.     | 19      |
| 21                          | 21 | Giedo van der Garde | Caterham-Renault        | 1'35"481 | N.D.     | N.D.     | 22      |
| 22                          | 23 | Max Chilton         | Marussia-Cosworth       | 1'35"858 | N.D.     | N.D.     | 20      |
| Tempo limite 107%: 1'37"364 |    |                     |                         |          |          |          |         |

Con i tempi in grassetto sono visualizzate le migliori prestazioni in Q1, Q2 e Q3.

## Gara

### Resoconto
Al via Lewis Hamilton mantiene il comando, seguito da Sebastian Vettel, Nico Rosberg e Adrian Sutil. Felipe Massa, guadagna cinque posizioni per poi passare Kimi Räikkönen nel corso del primo giro, salendo al quinto posto. Daniel Ricciardo è settimo; alle sue spalle Fernando Alonso, che passa Button nel primo giro e Romain Grosjean all’inizio del secondo, ponendosi ottavo. Webber scatta male, si tocca con Grosjean alla prima curva e, alla fine del giro, è solo 14º.

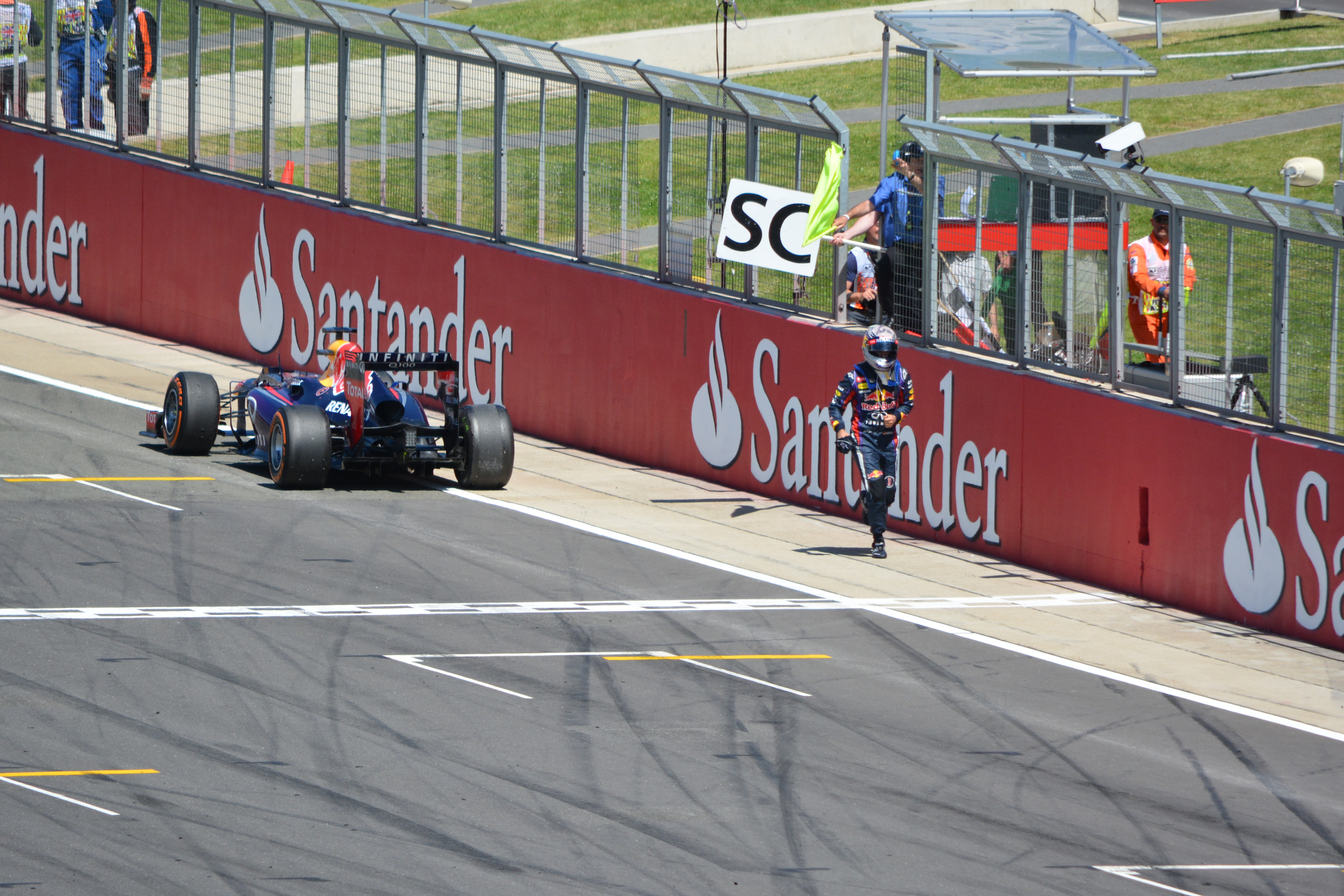
Sebastian Vettel abbandona la gara al giro 41, quando era in testa.

La gara di Hamilton è penalizzata dallo scoppio della gomma posteriore sinistra nel corso dell'ottavo giro. Va così a condurre Vettel, seguito da Rosberg. Due giri dopo lo stesso problema tecnico si verifica sulla vettura di Felipe Massa. Tra il giro 10 e il 13 vanno al cambio gomme i migliori della gara; la classifica resta immutata con Sebastian Vettel davanti ai connazionali Nico Rosberg e Adrian Sutil. Grosjean, anticipando il pit stop, guadagna posizioni; nel corso del dodicesimo giro passa Raikkonen, che ha gomme fredde, e deve cedere anche ad Alonso. Poi lo spagnolo passa subito anche lo stesso francese della Lotus, per salire al quarto posto un giro dopo a spese di Jean-Éric Vergne. Al giro 14 esplode la posteriore sinistra proprio del francese della Toro Rosso. La direzione di corsa decide di inviare in pista la safety car per consentire agli steward di ripulire il tracciato dai detriti di gomma. Dietro al leader Vettel, ci sono Rosberg, Sutil, Alonso, Raikkonen, Grosjean, Ricciardo, Perez e Webber. Hamilton è quattordicesimo.
Al giro 21 la ripartenza con Vettel che tiene la testa, mentre più dietro Mark Webber passa Sergio Pérez per l'ottava posizione. Al giro 28 Ricciardo è sesto, dopo aver superato Grosjean. Il francese viene passato da Webber un giro più tardi. Inizia, al giro 29, la seconda tornata di pit stop, per i migliori della gara, con Raikkonen che anticipa Alonso di un giro, sopravanzandolo. Anche Webber guadagna posizioni con il pit stop e al 35º giro è già nella condizione di carpire il quarto posto allo spagnolo in fondo all’Hangar straight. Rosberg si ferma al 34º giro, precedendo di una tornata Vettel. Tra i due il distacco resta nell’ordine dei tre secondi.
Al 41º giro Sebastian Vettel è costretto al ritiro per un guasto al cambio: scala così in prima posizione Rosberg, seguito da Räikkönen, Webber e Alonso, che però va subito al terzo cambio gomme. La direzione di gara decide nuovamente per l'invio della vettura di sicurezza in pista, per consentire la rimozione della Red Bull del campione del mondo, ferma all'altezza del rettilineo di partenza. Subito vanno al cambio gomme Rosberg e Webber. Alla ripartenza l’ordine è Rosberg, Raikkonen, Sutil, Ricciardo, Webber, Pérez, Button, Alonso ed Hamilton. Webber passa subito Ricciardo, Alonso fa altrettanto con Button. Rimontano anche Hamilton e Massa che hanno effettuato il loro stop al giro 36.
Subito dopo la ripartenza, al 46º giro, anche sulla vettura di Sergio Pérez scoppia uno pneumatico; la gara però prosegue regolarmente. Mark Webber passa anche Sutil, conquistando così la terza posizione, mentre Daniel Ricciardo è passato sia da Alonso che da Hamilton. Räikkönen, che si è lamentato con il muretto per non averlo richiamato ai box durante la safety car, cede diverse posizioni nei giri finali: retrocede dal secondo al quinto posto. Negli ultimi giri Webber si avvicina a Rosberg che però vince con un certo margine. Per il tedesco è la terza vittoria in carriera in F1. Precede Mark Webber, Fernando Alonso e Lewis Hamilton. Kimi Räikkönen, quinto, giunge a punti per la venticinquesima volta consecutiva, nuovo record assoluto per il mondiale di F1.

### Risultati
I risultati del Gran Premio sono i seguenti:
| Pos | Nº | Pilota              | Costruttore             | Giri | Tempo/Ritiro  | Griglia | Punti |
| --- | -- | ------------------- | ----------------------- | ---- | ------------- | ------- | ----- |
| 1   | 9  | Nico Rosberg        | Mercedes                | 52   | 1h32'59"456   | 2       | 25    |
| 2   | 2  | Mark Webber         | Red Bull Racing-Renault | 52   | +0"765        | 4       | 18    |
| 3   | 3  | Fernando Alonso     | Ferrari                 | 52   | +7"124        | 9       | 15    |
| 4   | 10 | Lewis Hamilton      | Mercedes                | 52   | +7"756        | 1       | 12    |
| 5   | 7  | Kimi Räikkönen      | Lotus-Renault           | 52   | +11"257       | 8       | 10    |
| 6   | 4  | Felipe Massa        | Ferrari                 | 52   | +14"573       | 11      | 8     |
| 7   | 15 | Adrian Sutil        | Force India-Mercedes    | 52   | +16"335       | 6       | 6     |
| 8   | 19 | Daniel Ricciardo    | STR-Ferrari             | 52   | +16"543       | 5       | 4     |
| 9   | 14 | Paul di Resta       | Force India-Mercedes    | 52   | +17"943       | 21      | 2     |
| 10  | 11 | Nico Hülkenberg     | Sauber-Ferrari          | 52   | +19"709       | 14      | 1     |
| 11  | 16 | Pastor Maldonado    | Williams-Renault        | 52   | +21"135       | 15      |       |
| 12  | 17 | Valtteri Bottas     | Williams-Renault        | 52   | +25"094       | 16      |       |
| 13  | 5  | Jenson Button       | McLaren-Mercedes        | 52   | +25"969       | 10      |       |
| 14  | 12 | Esteban Gutiérrez   | Sauber-Ferrari          | 52   | +26"285       | 17      |       |
| 15  | 20 | Charles Pic         | Caterham-Renault        | 52   | +31"613       | 18      |       |
| 16  | 22 | Jules Bianchi       | Marussia-Cosworth       | 52   | +36"097       | 19      |       |
| 17  | 23 | Max Chilton         | Marussia-Cosworth       | 52   | +1'07"660     | 20      |       |
| 18  | 21 | Giedo van der Garde | Caterham-Renault        | 52   | +1'07"759     | 22      |       |
| 19  | 8  | Romain Grosjean     | Lotus-Renault           | 51   | Ala anteriore | 7       |       |
| 20  | 6  | Sergio Pérez        | McLaren-Mercedes        | 46   | Foratura      | 13      |       |
| Rit | 1  | Sebastian Vettel    | Red Bull Racing-Renault | 41   | Cambio        | 3       |       |
| Rit | 18 | Jean-Éric Vergne    | STR-Ferrari             | 35   | Foratura      | 12      |       |

## Classifiche Mondiali

### Piloti
| Pos | Pilota           | Punti |
| --- | ---------------- | ----- |
| 1   | Sebastian Vettel | 132   |
| 2   | Fernando Alonso  | 111   |
| 3   | Kimi Räikkönen   | 98    |
| 4   | Lewis Hamilton   | 89    |
| 5   | Mark Webber      | 87    |
| 6   | Nico Rosberg     | 82    |
| 7   | Felipe Massa     | 57    |
| 8   | Paul di Resta    | 36    |
| 9   | Romain Grosjean  | 26    |
| 10  | Jenson Button    | 25    |
| 11  | Adrian Sutil     | 23    |
| 12  | Jean-Éric Vergne | 13    |
| 13  | Sergio Pérez     | 12    |
| 14  | Daniel Ricciardo | 11    |
| 15  | Nico Hülkenberg  | 6     |

### Costruttori
| Pos | Team                    | Punti |
| --- | ----------------------- | ----- |
| 1   | Red Bull Racing-Renault | 219   |
| 2   | Mercedes                | 171   |
| 3   | Ferrari                 | 168   |
| 4   | Lotus-Renault           | 124   |
| 5   | Force India-Mercedes    | 59    |
| 6   | McLaren-Mercedes        | 37    |
| 7   | STR-Ferrari             | 24    |
| 8   | Sauber-Ferrari          | 6     |

## Decisioni della FIA
Al termine della gara, Nico Rosberg, vincitore del gran premio, ha subito una reprimenda per non aver rispettato il regime di bandiera gialla durante la gara. Il tedesco non ha subito nessuna penalizzazione avendo dimostrato le proprie ragioni con l'uso della telemetria.

## Polemiche dopo la gara
Lo scoppio di cinque pneumatici nel corso del gran premio ha portato a delle dure reazioni da parte dei piloti, che hanno lamentato un grave problema in merito alla sicurezza. Lewis Hamilton ha affermato di aver avvertito, per la prima volta in carriera, una situazione di pericolo, e ha ammesso di aver pensato al ritiro dalla gara. Anche altri piloti, tra cui Felipe Massa, hanno affermato di aver immaginato la possibilità che la gara venisse fermata con la bandiera rossa, vista la pericolosità delle coperture. I piloti hanno invece scagionato da responsabilità i cordoli della pista. Derek Warwick, presidente del British Racing Drivers Club, organizzatore del gran premio sul tracciato di Silverstone, ha confermato la bontà della pista e ha invitato le parti in causa a provvedere per garantire maggiore sicurezza in futuro.
La Pirelli ha spiegato l'accaduto affermando che le rotture sono state dovute a più fattori combinati: il montaggio invertito delle gomme posteriori (che compromette la funzionalità degli pneumatici che da questa stagione sono asimmetrici); l'adozione di pressioni delle gomme inferiori a quelle indicate dalla casa milanese; l'adozione di angoli di camber eccessivi; cordoli particolarmente aggressivi, come alla curva Arena. La Pirelli ha anche aggiunto che il solo problema che si era verificato prima della gara inglese era la delaminazione della gomma, ed era stato risolto introducendo una banda adesiva in modo da assicurare un miglior incollaggio tra battistrada e carcassa.